# Богданешти (Клуж)
Богданешти (рум. Bogdăneşti) насеље је у Румунији у округу Клуж. Oпштина се налази на надморској висини од 1185 m.

## Становништво
Према подацима из 2011. године у насељу је живело 2379 становника.